# Serie C 1951-1952
La Serie C 1951-1952 è stata la 15ª edizione del terzo livello del campionato italiano di calcio, disputato tra il 9 settembre 1951 e il 6 luglio 1952 e concluso con la promozione del Cagliari.

## Stagione
Benché il campionato avesse raggiunto l'obiettivo da tempo prefissato di 72 partecipanti, di cui cinque provenienti dalla Serie B e dodici dalla Promozione, una svolta epocale era alle porte. La Federazione, come prospettato già nella seduta del Consiglio federale a Rapallo l'8 dicembre 1950, decise infatti di operare la più grande riforma della piramide calcistica italiana dopo quella che nel 1929 aveva creato la Serie A: fu il Lodo Barassi, che stabilì infatti che dal 1952 la Serie C sarebbe andata incontro ad un cambiamento storico, uniformandosi in tutto e per tutto ai due campionati maggiori, e divenendo anch'essa un campionato a girone unico, "nazionale" e "professionistico". La nuova categoria sarebbe stata però aperta a poche elette: solo tredici squadre del vecchio torneo vi sarebbero state ammesse, mentre le escluse avrebbero partecipato al campionato di Quarta Serie anch'esso riformato in senso elitario.
Con un regolamento così stringente come quello di questa stagione, la lotta per l'unico posto per la promozione in B, e quella per la salvezza dalla D, si confusero totalmente fin quasi alle ultime giornate. Sostanzialmente netta fu la vittoria finale del Cagliari che si impose con un discreto margine sia nel girone dell'Italia centrale, sia in quello finale.
Salvezza in extremis per Alessandria e Molfetta, mentre nel lotto delle retrocesse si segnalarono tutte le cinque società provenienti dalla Serie B, le titolate Pro Vercelli e Casale, e squadre di grossi centri del Sud come il Bari e la Reggina.

### Formula

Il capocannoniere Anselmo Bislenghi, poi soprannominato bisonte della C.

- Prime

Le prime classificate disputano un girone finale che mette in palio un posto per la Serie B.
- Seconde e terze

Le seconde e le terze qualificate permangono in Serie C.
- Quarte

Le quarte classificate sono obbligate ad un girone finale in cui le due peggiori piazzate sono retrocesse in IV Serie.
- Altre

Le quinte e successive classificate sono retrocesse direttamente in IV Serie.

## Girone A

### Classifica finale
|  | Pos. | Squadra          | Pt | G  | V  | N  | P  | GF | GS | DR  |
|  | ---- | ---------------- | -- | -- | -- | -- | -- | -- | -- | --- |
|  | 1.   | Vigevano         | 51 | 34 | 21 | 9  | 4  | 66 | 28 | +38 |
|  | 2.   | Sanremese        | 47 | 34 | 19 | 9  | 6  | 66 | 29 | +37 |
|  | 2.   | Pavia            | 47 | 34 | 17 | 13 | 4  | 60 | 29 | +31 |
|  | 4.   | Alessandria      | 45 | 34 | 18 | 9  | 7  | 60 | 28 | +32 |
|  | 5.   | Lecco            | 42 | 34 | 16 | 10 | 8  | 46 | 32 | +14 |
|  | 6.   | Rivarolese       | 41 | 34 | 17 | 7  | 10 | 60 | 40 | +20 |
|  | 7.   | Fossanese        | 34 | 34 | 13 | 8  | 13 | 47 | 39 | +8  |
|  | 7.   | Casale           | 34 | 34 | 11 | 12 | 11 | 45 | 52 | -7  |
|  | 7.   | Savona           | 34 | 34 | 13 | 8  | 13 | 48 | 67 | -19 |
|  | 10.  | Ponte San Pietro | 33 | 34 | 11 | 11 | 12 | 31 | 38 | -7  |
|  | 11.  | Aosta            | 29 | 34 | 11 | 7  | 16 | 53 | 56 | -3  |
|  | 11.  | Saronno          | 29 | 34 | 11 | 7  | 16 | 48 | 56 | -8  |
|  | 11.  | Pro Vercelli     | 29 | 34 | 10 | 9  | 15 | 31 | 44 | -13 |
|  | 14.  | Crema            | 28 | 34 | 7  | 14 | 13 | 32 | 54 | -22 |
|  | 15.  | Seregno          | 25 | 34 | 9  | 7  | 18 | 37 | 60 | -23 |
|  | 16.  | Biellese         | 23 | 34 | 8  | 7  | 19 | 43 | 56 | -13 |
|  | 16.  | Varese           | 23 | 34 | 6  | 11 | 17 | 27 | 65 | -38 |
|  | 18.  | Gallaratese      | 18 | 34 | 5  | 8  | 21 | 25 | 52 | -27 |

Legenda:
      Ammesso alla fase finale.
 Ammesso agli spareggi salvezza.
      Retrocesso in IV Serie 1952-1953.
Regolamento
Due punti a vittoria, uno a pareggio, zero a sconfitta.
A parità di punti vigeva il pari merito.

## Girone B

### Classifica finale
|  | Pos. | Squadra            | Pt | G  | V  | N  | P  | GF | GS | DR  |
|  | ---- | ------------------ | -- | -- | -- | -- | -- | -- | -- | --- |
|  | 1.   | Piacenza           | 55 | 34 | 23 | 9  | 2  | 78 | 26 | +52 |
|  | 2.   | Parma              | 52 | 34 | 21 | 10 | 3  | 74 | 23 | +51 |
|  | 2.   | Mantova            | 52 | 34 | 22 | 8  | 4  | 77 | 35 | +42 |
|  | 4.   | Marzoli Palazzolo  | 44 | 34 | 19 | 6  | 9  | 60 | 33 | +27 |
|  | 5.   | Trento             | 40 | 34 | 15 | 10 | 9  | 63 | 42 | +21 |
|  | 5.   | SAICI Torviscosa   | 40 | 34 | 15 | 10 | 9  | 55 | 48 | +7  |
|  | 7.   | Pro Lissone        | 38 | 34 | 14 | 10 | 10 | 67 | 54 | +13 |
|  | 8.   | Forlì              | 34 | 34 | 10 | 14 | 10 | 47 | 45 | +2  |
|  | 9.   | Ravenna            | 31 | 34 | 10 | 11 | 13 | 51 | 60 | -9  |
|  | 9.   | Sandonà 1922       | 31 | 34 | 11 | 9  | 14 | 41 | 49 | -8  |
|  | 9.   | Cremonese          | 31 | 34 | 12 | 7  | 15 | 34 | 45 | -11 |
|  | 12.  | Mestrina           | 30 | 34 | 10 | 10 | 14 | 43 | 51 | -8  |
|  | 13.  | Pro Gorizia        | 29 | 34 | 11 | 7  | 16 | 50 | 52 | -2  |
|  | 14.  | Ponziana           | 27 | 34 | 8  | 11 | 15 | 47 | 69 | -22 |
|  | 15.  | Villasanta (-1)    | 25 | 34 | 9  | 8  | 17 | 37 | 62 | -25 |
|  | 16.  | Parabiago          | 24 | 34 | 8  | 8  | 18 | 42 | 69 | -27 |
|  | 17.  | Rovereto           | 18 | 34 | 6  | 6  | 22 | 43 | 75 | -32 |
|  | 18.  | Edera Trieste (-3) | 7  | 34 | 4  | 2  | 28 | 28 | 98 | -70 |

Legenda:
      Ammesso alla fase finale.
 Ammesso agli spareggi salvezza.
      Retrocesso in IV Serie 1952-1953.
Regolamento
Due punti a vittoria, uno a pareggio, zero a sconfitta.
A parità di punti vigeva il pari merito.
Note:
L'Edera Trieste ha scontato 3 punti di penalizzazione.
Il Villasanta ha scontato 1 punto di penalizzazione.

## Girone C

### Classifica finale
|  | Pos. | Squadra          | Pt | G  | V  | N  | P  | GF | GS | DR  |
|  | ---- | ---------------- | -- | -- | -- | -- | -- | -- | -- | --- |
|  | 1.   | Cagliari         | 52 | 34 | 22 | 8  | 4  | 75 | 24 | +51 |
|  | 2.   | Empoli           | 45 | 34 | 17 | 11 | 6  | 60 | 24 | +36 |
|  | 3.   | Sambenedettese   | 44 | 34 | 18 | 8  | 8  | 51 | 29 | +22 |
|  | 4.   | Siena            | 43 | 34 | 17 | 9  | 8  | 59 | 38 | +21 |
|  | 5.   | Prato            | 42 | 34 | 15 | 12 | 7  | 52 | 31 | +21 |
|  | 6.   | Rapallo          | 41 | 34 | 17 | 7  | 10 | 41 | 34 | +7  |
|  | 7.   | Chinotto Neri    | 39 | 34 | 16 | 7  | 11 | 59 | 53 | +6  |
|  | 8.   | Arezzo           | 38 | 34 | 15 | 8  | 11 | 44 | 38 | +6  |
|  | 9.   | Carbosarda       | 36 | 34 | 13 | 10 | 11 | 44 | 46 | -2  |
|  | 10.  | Chieti           | 31 | 34 | 12 | 7  | 15 | 54 | 58 | -4  |
|  | 10.  | Pontedera        | 31 | 34 | 10 | 11 | 13 | 39 | 42 | -3  |
|  | 12.  | Jesina           | 30 | 34 | 9  | 12 | 13 | 41 | 47 | -6  |
|  | 13.  | Anconitana       | 29 | 34 | 9  | 11 | 14 | 38 | 49 | -11 |
|  | 14.  | Spezia           | 27 | 34 | 7  | 13 | 14 | 28 | 39 | -11 |
|  | 15.  | Lanciotto        | 26 | 34 | 9  | 8  | 17 | 35 | 52 | -17 |
|  | 16.  | Solvay Rosignano | 25 | 34 | 9  | 7  | 18 | 39 | 59 | -20 |
|  | 17.  | Fermana          | 22 | 34 | 6  | 10 | 18 | 25 | 58 | -33 |
|  | 18.  | Maceratese       | 11 | 34 | 2  | 7  | 25 | 20 | 83 | -63 |

Legenda:
      Ammesso alla fase finale.
 Ammesso agli spareggi salvezza.
      Retrocesso in IV Serie 1952-1953.
Regolamento
Due punti a vittoria, uno a pareggio, zero a sconfitta.
A parità di punti vigeva il pari merito.

## Girone D

### Classifica finale
|  | Pos. | Squadra        | Pt | G  | V  | N  | P  | GF | GS | DR  |
|  | ---- | -------------- | -- | -- | -- | -- | -- | -- | -- | --- |
|  | 1.   | Toma Maglie    | 50 | 34 | 21 | 8  | 5  | 70 | 31 | +39 |
|  | 2.   | Arsenaltaranto | 46 | 34 | 20 | 6  | 8  | 74 | 38 | +36 |
|  | 3.   | Lecce          | 45 | 34 | 20 | 5  | 9  | 69 | 36 | +33 |
|  | 4.   | Molfetta       | 43 | 34 | 16 | 11 | 7  | 59 | 37 | +22 |
|  | 5.   | Cosenza        | 39 | 34 | 15 | 9  | 10 | 56 | 42 | +12 |
|  | 6.   | Bari           | 36 | 34 | 14 | 8  | 12 | 56 | 36 | +20 |
|  | 7.   | Brindisi       | 35 | 34 | 12 | 11 | 11 | 43 | 42 | +1  |
|  | 7.   | Catanzaro      | 35 | 34 | 15 | 5  | 14 | 49 | 50 | -1  |
|  | 9.   | Casertana      | 32 | 34 | 12 | 8  | 14 | 45 | 56 | -11 |
|  | 10.  | Crotone        | 30 | 34 | 11 | 8  | 15 | 44 | 51 | -7  |
|  | 10.  | Nissena        | 30 | 34 | 11 | 8  | 15 | 49 | 52 | -3  |
|  | 12.  | Palmese        | 29 | 34 | 10 | 9  | 15 | 53 | 81 | -28 |
|  | 13.  | Benevento      | 28 | 34 | 11 | 6  | 17 | 36 | 55 | -19 |
|  | 14.  | BPD Colleferro | 25 | 34 | 8  | 9  | 17 | 48 | 70 | -22 |
|  | 15.  | Marsala (-1)   | 24 | 34 | 9  | 7  | 18 | 43 | 63 | -20 |
|  | 16.  | Foggia (-14)   | 20 | 34 | 13 | 8  | 13 | 41 | 41 | 0   |
|  | 17.  | Reggina (-17)  | 17 | 34 | 14 | 6  | 14 | 53 | 55 | -2  |
|  | 18.  | Latina         | 16 | 34 | 6  | 4  | 24 | 37 | 89 | -51 |

Legenda:
      Ammesso alla fase finale.
 Ammesso agli spareggi salvezza.
      Retrocesso in IV Serie 1952-1953.
Regolamento
Due punti a vittoria, uno a pareggio, zero a sconfitta.
A parità di punti vigeva il pari merito.
Note:
Il Foggia ha scontato 17 punti di penalizzazione per illecito sportivo
La Reggina ha scontato 14 punti di penalizzazione per illecito sportivo
Il Marsala ha scontato 1 punto di penalizzazione.

## Gironi finali

### Girone Promozione

#### Classifica finale
|  | Pos. | Squadra     | Pt | G | V | N | P | GF | GS | DR |
|  | ---- | ----------- | -- | - | - | - | - | -- | -- | -- |
|  | 1.   | Cagliari    | 11 | 6 | 5 | 1 | 0 | 12 | 5  | +7 |
|  | 2.   | Piacenza    | 7  | 6 | 2 | 3 | 1 | 8  | 6  | +2 |
|  | 3.   | Toma Maglie | 3  | 6 | 1 | 1 | 4 | 7  | 10 | -3 |
|  | 4.   | Vigevano    | 3  | 6 | 1 | 1 | 4 | 6  | 12 | -6 |

Legenda:
      Promosso in Serie B 1952-1953 e campione di Serie C.
Regolamento
Due punti a vittoria, uno a pareggio, zero a sconfitta.

#### Risultati
| andata (1ª) | andata (1ª) | 1ª giornata       | ritorno (4ª) | ritorno (4ª) |
|             |             |                   |              |              |
| 1 giu.      | 1-1         | Piacenza-Vigevano | 1-0          | 22 giu.      |
| 1 giu.      | 1-2         | Maglie-Cagliari   | 0-1          | 22 giu.      |

| andata (2ª) | andata (2ª) | 2ª giornata       | ritorno (5ª) | ritorno (5ª) |
|             |             |                   |              |              |
| 8 giu.      | 1-1         | Piacenza-Cagliari | 1-2          | 6 lug.       |
| 8 giu.      | 2-1         | Vigevano-Maglie   | 1-3          | 6 lug.       |

| andata (1ª) | andata (1ª) | 1ª giornata       | ritorno (4ª) | ritorno (4ª) |
|             |             |                   |              |              |
| 1 giu.      | 1-1         | Piacenza-Vigevano | 1-0          | 22 giu.      |
| 1 giu.      | 1-2         | Maglie-Cagliari   | 0-1          | 22 giu.      |

| andata (2ª) | andata (2ª) | 2ª giornata       | ritorno (5ª) | ritorno (5ª) |
|             |             |                   |              |              |
| 8 giu.      | 1-1         | Piacenza-Cagliari | 1-2          | 6 lug.       |
| 8 giu.      | 2-1         | Vigevano-Maglie   | 1-3          | 6 lug.       |

| \| andata (3ª) \| andata (3ª) \| 17ª giornata \| ritorno (6ª) \| ritorno (6ª) \| \| \| \| \| \| \| \| 15 giu. \| 1-3 \| Maglie-Piacenza \| 1-1 \| 29 giu. \| \| 15 giu. \| 4-1 \| Cagliari-Vigevano \| 2-1 \| 29 giu. \| |             |                   |              |              |
| andata (3ª) | andata (3ª) | 17ª giornata      | ritorno (6ª) | ritorno (6ª) |
| |             |                   |              |              |
| 15 giu. | 1-3         | Maglie-Piacenza   | 1-1          | 29 giu.      |
| 15 giu. | 4-1         | Cagliari-Vigevano | 2-1          | 29 giu.      |

| andata (3ª) | andata (3ª) | 17ª giornata      | ritorno (6ª) | ritorno (6ª) |
|             |             |                   |              |              |
| 15 giu.     | 1-3         | Maglie-Piacenza   | 1-1          | 29 giu.      |
| 15 giu.     | 4-1         | Cagliari-Vigevano | 2-1          | 29 giu.      |

### Girone Salvezza

#### Classifica finale
|  | Pos. | Squadra           | Pt | G | V | N | P | GF | GS | DR |
|  | ---- | ----------------- | -- | - | - | - | - | -- | -- | -- |
|  | 1.   | Alessandria       | 8  | 6 | 4 | 0 | 2 | 8  | 5  | +3 |
|  | 2.   | Molfetta          | 7  | 6 | 3 | 1 | 2 | 11 | 10 | +1 |
|  | 3.   | Marzoli Palazzolo | 6  | 6 | 3 | 0 | 3 | 14 | 16 | -2 |
|  | 4.   | Siena             | 3  | 6 | 1 | 1 | 4 | 7  | 9  | -2 |

Legenda:
      Retrocesso in IV Serie 1952-1953.
Regolamento
Due punti a vittoria, uno a pareggio, zero a sconfitta.

#### Risultati
| andata (1ª) | andata (1ª) | 1ª giornata                   | ritorno (4ª) | ritorno (4ª) |
|             |             |                               |              |              |
| 1 giu.      | 2-1         | Marzoli Palazzolo-Alessandria | 0-3          | 22 giu.      |
| 1 giu.      | 2-1         | Molfetta-Siena                | 0-0          | 22 giu.      |

| andata (2ª) | andata (2ª) | 2ª giornata             | ritorno (5ª) | ritorno (5ª) |
|             |             |                         |              |              |
| 8 giu.      | 1-0         | Alessandria-Molfetta    | 0-2          | 29 giu.      |
| 8 giu.      | 2-1         | Marzoli Palazzolo-Siena | 2-4          | 29 giu.      |

| andata (1ª) | andata (1ª) | 1ª giornata                   | ritorno (4ª) | ritorno (4ª) |
|             |             |                               |              |              |
| 1 giu.      | 2-1         | Marzoli Palazzolo-Alessandria | 0-3          | 22 giu.      |
| 1 giu.      | 2-1         | Molfetta-Siena                | 0-0          | 22 giu.      |

| andata (2ª) | andata (2ª) | 2ª giornata             | ritorno (5ª) | ritorno (5ª) |
|             |             |                         |              |              |
| 8 giu.      | 1-0         | Alessandria-Molfetta    | 0-2          | 29 giu.      |
| 8 giu.      | 2-1         | Marzoli Palazzolo-Siena | 2-4          | 29 giu.      |

| \| andata (3ª) \| andata (3ª) \| 17ª giornata \| ritorno (6ª) \| ritorno (6ª) \| \| \| \| \| \| \| \| 15 giu. \| 1-2 \| Siena-Alessandria \| 0-1 \| 6 lug. \| \| 15 giu. \| 2-1 \| Molfetta-Marzoli Palazzolo \| 5-7 \| 6 lug. \| |             |                            |              |              |
| andata (3ª) | andata (3ª) | 17ª giornata               | ritorno (6ª) | ritorno (6ª) |
| |             |                            |              |              |
| 15 giu. | 1-2         | Siena-Alessandria          | 0-1          | 6 lug.       |
| 15 giu. | 2-1         | Molfetta-Marzoli Palazzolo | 5-7          | 6 lug.       |

| andata (3ª) | andata (3ª) | 17ª giornata               | ritorno (6ª) | ritorno (6ª) |
|             |             |                            |              |              |
| 15 giu.     | 1-2         | Siena-Alessandria          | 0-1          | 6 lug.       |
| 15 giu.     | 2-1         | Molfetta-Marzoli Palazzolo | 5-7          | 6 lug.       |